# 格拉頓 (加利福尼亞州)
格拉頓（英語：Graton）是位於美國加利福尼亞州索諾馬縣的一個人口普查指定地區。

## 地理
格拉頓的座標為38°26′15″N 122°51′59″W / 38.43750°N 122.86639°W，而該地最高點為海拔高度33米（即108英尺）。

## 人口
根據2010年美國人口普查的數據，格拉頓的面積為4.090平方千米，當中陸地面積為4.090平方千米，而水域面積為0.000平方千米。當地共有人口1707人，而人口密度為每平方千米417人。